# Londoko
Londoko (in lingua russa Лондоко) è un centro abitato dell'Oblast' autonoma ebraica, situato nell'Oblučenskij rajon.